# Ovalipes catharus
Ovalipes catharus is een krabbensoort uit de familie van de Polybiidae. De wetenschappelijke naam van de soort is voor het eerst geldig gepubliceerd in 1843 door White, in White & Doubleday.